# Donata Burgatta
Donata Burgatta (Milán, 26 de septiembre de 1973) es una deportista italiana que compitió en judo. Ganó una medalla de plata en el Campeonato Europeo de Judo de 1996 en la categoría abierta.
Participó en los Juegos Olímpicos de Atlanta 1996, donde finalizó decimocuarta en la categoría de +72 kg.

## Palmarés internacional
| Campeonato Europeo | Campeonato Europeo     | Campeonato Europeo | Campeonato Europeo |
| Año                | Lugar                  | Medalla            | Categoría          |
| ------------------ | ---------------------- | ------------------ | ------------------ |
| 1996               | La Haya (Países Bajos) | Medalla de plata   | Abierta            |